# Rhinophylla pumilio
El murciélago frutero enano, (Rhinophylla pumilio) es una especie de quiróptero de Sudamérica, que se encuentra en Bolivia, Perú, Brasil, Colombia, Ecuador, Guayana Francesa, Guyana, Surinam y Venezuela.

## Descripción
El color de pelaje es gris o marrón, más claro en la base y un poco más oscuro en la punta. La hembra es ligeramente más grande que el macho. El peso promedio alcanza 10,4 g en la hembra y 9,4 g en el macho. La longitud del cuerpo con a cabeza alcanza 5 cm en la hembra y 4,8 cm en el macho. La alas son negruzcas, en contraste con los metacarpianos y las falanges más claras. La longitud media del antebrazo es de 3,5 cm. Las orejas son redondeadas, más cortas que la cabeza, y de color rosado-marrón. El trago se extiende de un tercio de la longitud de la oreja y es pequeño y ancho.

## Hábitat y comportamiento
Se encuentra generalmente en áreas húmedas tropicales, cerca de los ríos, ricas en frutales. Se durante el día en tiendas que construyen, a 1,5 m a 15 m del suelo, con hojas de palmeras, formando grupos de un macho y dos a tres hembras. Nocturno, se activa inmediatamente después de ponerse el sol y antes del amanecer, con un período de inactividad en medio de la noche. Se alimenta principalmente de frutos de arbustos del sotobosque, aunque también consume insectos.